# 遙かなる時空の中で7
『遙かなる時空の中で7』（はるかなるときのなかで7）は、コーエーテクモゲームス(ルビー・パーティー制作)から2020年6月18日発売の女性向け恋愛アドベンチャーゲーム。通称『遙か7』。

## 概要
遙かなる時空の中でシリーズのナンバリング第7作。また、同シリーズ生誕20周年記念作品でもある。戦国時代を舞台にしている。
本作の体験版もある。ただし、諸事情により製品版へのデータ引継ぎはできない。

## 登場人物

### 主人公
天野七緒（あまの ななお）
声 - 高橋美佳子
高校2年生。実は織田信長の娘である。

### 八葉
真田幸村（さなだ ゆきむら）
声 - 寺島拓篤
天の青龍。誕生日：3月8日。23歳。身長：180cm。血液型：A型。五行属性：木。
天野五月（あまの さつき）
声 - 鈴村健一
地の青龍。誕生日：5月3日。18歳。身長：173cm。血液型：A型。五行属性：木。
宮本武蔵（みやもと むさし）
声 - 阿部敦
天の朱雀。誕生日：4月29日。16歳。身長：165cm。血液型：O型。五行属性：火。
佐々木大和（ささき やまと）
声 - 岡本信彦
地の朱雀。誕生日：9月30日。17歳。身長：175cm。血液型：B型。五行属性：土。
黒田長政（くろだ ながまさ）
声 - 立花慎之介
天の白虎。誕生日：12月21日。28歳。身長：176cm。血液型：A型。五行属性：金。
直江兼続（なおえ かねつぐ）
声 - 竹本英史
地の白虎。誕生日：1月23日。30歳。身長：183cm。血液型：O型。五行属性：金。
阿国（おくに）
声 - 四反田マイケル
天の玄武。誕生日：6月19日。24歳。身長：170cm。血液型：B型。五行属性：水。
柳生宗矩（やぎゅう むねのり）
声 - 安元洋貴
地の玄武。誕生日：11月5日。28歳。身長：178cm。血液型：AB型。五行属性：土。

### その他
石田三成（いしだ みつなり）
声 - 平川大輔
誕生日：5月3日。身長：172cm。血液型：A型。
織田秀信（おだ ひでのぶ）
声 - 下野紘
誕生日：7月20日。身長：161cm。血液型：A型。
平島義近（ひらしま よしちか）
声 - 近藤隆
誕生日：8月27日。身長：179cm。血液型：AB型。五行属性：土。
カピタン・モロ
声 - パディ・ライアン
誕生日：8月5日。身長：188cm。血液型：O型。
ターラ
声 - 飯田奈保美
誕生日：10月27日。身長：168cm。血液型：B型。五行属性：金。
筒見屋つばき（つつみや つばき）
声 - 山村響
誕生日：4月10日。身長：162cm。血液型：AB型。
筒見屋あやめ（つつみや あやめ）
声 - 佐倉薫
誕生日：5月23日。身長：135cm。血液型：A型。
織田信長（おだ のぶなが）
声 - 石井康嗣
織田信忠（おだ のぶただ）
声 - 松田修平
五行属性：木。
徳川家康（とくがわ いえやす）
声 - 目黒光祐
真田信幸（さなだ のぶゆき）
声 - 加藤将之
結城喜太郎（ゆうき きたろう）
声 - 田丸篤志
謎の剣士
声 - 花輪英司
五行属性：金。

## 漫画
水野十子によるコミカライズが『Palcy』（講談社・pixiv）にて2020年6月1日より連載中。
- 水野十子『遙かなる時空の中で7』講談社〈KCデラックス〉、既刊5巻（2024年7月30日現在）
  1. 2021年1月13日発売[7][8]、ISBN 978-4-06-521795-5
  2. 2021年9月13日発売[9]、ISBN 978-4-06-524786-0
  3. 2022年7月29日発売[10]、ISBN 978-4-06-528452-0
  4. 2023年5月30日発売[11]、ISBN 978-4-06-531362-6
  5. 2024年7月30日発売[12]、ISBN 978-4-06-536248-8